# Perseifen
Perseifen ist ein Ortsteil der Gemeinde Windeck im Rhein-Sieg-Kreis.

## Lage
Perseifen liegt auf den Hängen des Bergischen Landes an der Grenze zum Oberbergischen Kreis. Der Ort liegt an der Landesstraße 333. Nachbarorte sind Straßerhof im Nordosten, Kohlberg und Überholz im Südosten sowie Hau im Nordwesten.

## Geschichte
Das Dorf gehörte zum Kirchspiel Rosbach und zeitweise zur Bürgermeisterei Dattenfeld.
1830 hatte Perseifen 36 Einwohner.
1845 hatte der Weiler 31 evangelische Einwohner in acht Häusern. 1863 waren es 54 Personen. 1888 gab es 51 Bewohner in sieben Häusern.
1962 wohnten hier 60 und 1976 65 Personen.